# 폴란드화
폴란드화 또는 폴로니제이션(폴란드어: polonizacja)은 폴란드 문화, 특히 폴란드어 요소를 획득하거나 부과하는 것을 말한다. 이는 폴란드가 통제하거나 실질적으로 영향력을 행사했던 영토의 비폴란드계 인구들 사이에서 특정 역사적 시기에 발생했다.
다른 문화 동화의 사례와 마찬가지로, 폴란드화는 자발적이거나 강제적일 수 있었다. 이는 폴란드어 또는 폴란드 문화가 지배적이거나, 또는 폴란드 문화의 채택이 명성이나 사회적 지위 상승을 가져올 수 있었던 지역, 예를 들어 루테니아와 리투아니아의 귀족들 사이에서 가장 두드러지게 나타났다. 어느 정도는 정치 당국이 특히 전간기와 제2차 세계 대전 이후 기간에 행정적으로 폴란드화를 촉진하기도 했다.
폴란드화는 문화 동화의 한 예시로 볼 수 있다. 이러한 관점은 폴란드-리투아니아 연방 (1569–1795) 시기의 리투아니아 대공국 인구에 널리 적용 가능하다고 여겨진다. 당시 루테니아와 리투아니아의 상류층은 폴란드 문화와 그 전환의 정치적, 재정적 이점을 채택함으로써 서구화에 이끌렸으며, 때로는 자신들의 문화 기관, 주로 정교회와 개신교에 대한 행정적 압력을 받아 로마 가톨릭 신앙으로 개종하는 것이 종종 과정의 가장 중요한 부분이었다. 그 당시 루테니아인들에게 문화적으로 폴란드인이 되고 종교적으로 로마 가톨릭이 되는 것은 거의 같은 의미였다. 이러한 정교회의 위축은 벨라루스와 우크라이나 대중에게 가장 큰 반감을 샀다. 대조적으로, 대부분 가톨릭 신자였던 리투아니아인들은 민족으로서의 문화적 정체성을 잃을 위험에 처했지만, 이는 19세기 중반의 리투아니아 민족 부흥까지 리투아니아 대중에게 널리 인식되지 못했다.
반면에 20세기 전간기 폴란드 정부의 폴란드화 정책, 특히 동부 국경지대에서의 정책은 더욱 의도적이었다. 일부는 지역 지배를 열망했던 다른 유럽 강대국들이 시행한 대체로 강제적인 동화주의 정책(예: 독일화, 러시아화)과 유사했지만, 다른 일부는 자국 사회에서 모국어와 문화의 역할을 증진하려는 국가들이 시행한 정책(예: 마자르화, 루마니아화, 우크라이나화)과 유사했다. 폴란드인들에게 이는 오랫동안 이웃 제국인 러시아, 프로이센, 오스트리아-헝가리의 외세 점령으로 인해 피해를 입었던 교육, 종교, 인프라 및 행정 분야를 포함하여 폴란드 국가 정체성을 재건하고 폴란드 유산을 되찾는 과정이었다. 그러나 재건된 폴란드 인구의 3분의 1은 민족적으로 비폴란드인이었고 많은 사람들이 폴란드에 의해 자신들의 민족성 열망이 좌절되었다고 느꼈기 때문에, 이 인구의 상당 부분은 그들을 동화시키려는 정책에 다양한 정도로 저항했다. 국가 지도부의 일부는 국가의 장기적인 민족적, 문화적 동질성의 필요성을 강조했다. 그러나 행정, 공공생활, 특히 교육에서 폴란드어의 증진은 일부에 의해 강제적인 동질화 시도로 인식되었다. 예를 들어, 우크라이나인이 거주하는 지역에서는 폴란드 당국의 행동이 정교회와 우크라이나 그리스 가톨릭교회의 영향력을 제한하려는 것으로 보였고, 이는 추가적인 불만을 야기했으며 종교적 폴란드화와 밀접하게 관련되어 있다고 간주되었다.

## 중세 폴란드

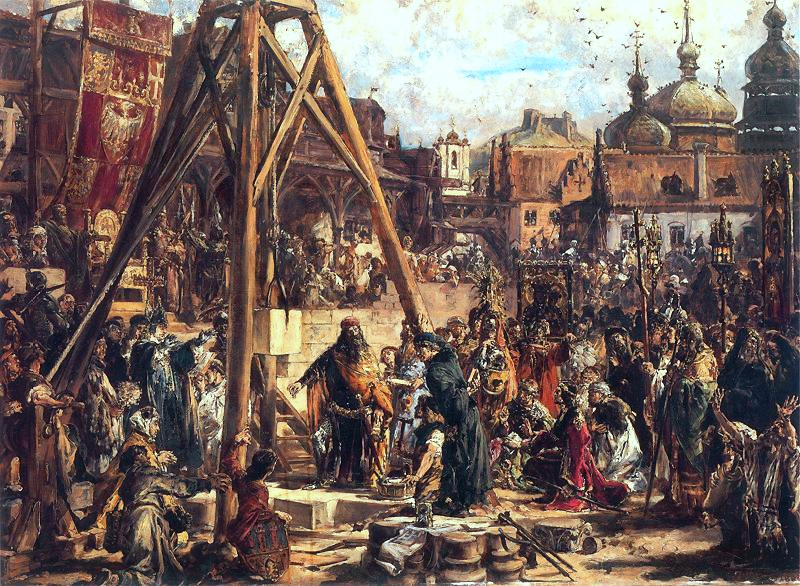
얀 마테이코가 1888년에 그린 유화인 르비우에 카지미에시 3세가 첫 로마 가톨릭 교회의 주춧돌을 놓는 모습을 묘사한 작품인 《제2차 루테니아 점령. 부와 교육》

12세기에서 14세기 사이에 폴란드의 많은 도시들은 도시의 발전과 무역을 촉진하는 소위 마그데부르크법을 채택했다. 이 법은 보통 이주민의 도착 시 국왕에 의해 부여되었다. 일부는 그곳에 정착한 상인들, 특히 그리스인과 아르메니아인과 같은 더 큰 공동체와 통합되었다. 그들은 폴란드 문화의 대부분을 채택했지만 정교회 신앙을 유지했다. 서부 폴란드에서는 많은 도시 주민들이 독일인이었다. 초기에는 무역 길드가 독일어만을 사용했다. 그러나 15세기와 16세기에 걸쳐 폴란드화가 증가하면서 이러한 상황이 변하기 시작했다.
중세 시대 이래로, 서방의 영향을 받은 폴란드 문화는 동쪽으로 퍼져나가며 오랜 문화 동화 과정을 시작했다.

## 폴란드-리투아니아 연합 (1385–1795)

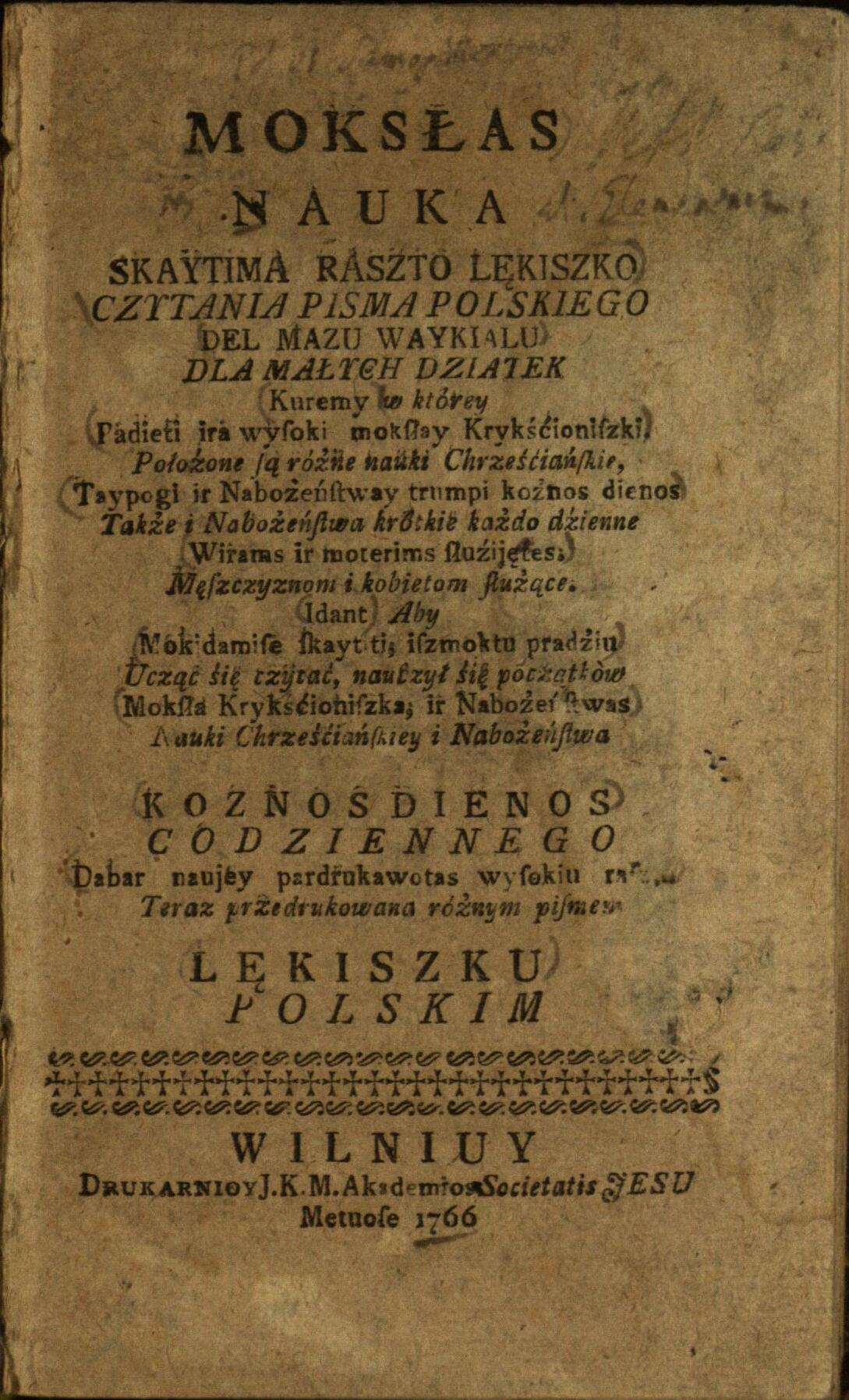
리투아니아어로 된 폴란드어 교본, 리투아니아인에게 헌정, 빌뉴스, 1766

### 리투아니아 대공국
폴란드인들은 두 나라의 연합이 이루어지기 훨씬 전부터 리투아니아에 도달했다. 리투아니아 대공 게디미나스는 독일 프란치스코회에 보낸 서한에서 사모기티아어, 루테니아어 또는 폴란드어를 구사하는 수도사들을 보내달라고 요청했다. 다른 출처에서는 폴란드인 노예 간병인과 아동 교육자를 언급하고 있다. 이는 폴란드인들의 존재, 아마도 전쟁 포로나 그 후손들의 존재를 시사한다. 폴란드의 영향력은 크레보 합병 (1386년) 이후 크게 증가했다. 리투아니아 대공 요가일라는 폴란드 왕관을 제안받고 브와디스와프 2세 야기에우워가 되었다 (재위 1386-1434). 이것은 리투아니아 귀족들의 점진적이고 자발적인 폴란드화의 시작을 알렸다. 야기에우워는 이교도 리투아니아 땅에 많은 교회를 세우고 그들에게 관대하게 영지를 제공했으며, 가톨릭 신자들에게 땅과 지위를 부여하고, 도시와 마을을 정착시키고, 가장 큰 도시와 마을에 폴란드식 마그데부르크법을 부여했다.
리투아니아 귀족들은 폴란드 귀족들이 누리던 특권을 본따 부여받았다. 리투아니아 47개 가문이 폴란드 45개 가문에 의해 입양되어 폴란드 문장을 부여받았다. 리투아니아는 폴란드의 정치적 해결책과 제도를 채택했다. 보이보드와 카스텔란의 직책이 생겨났고, 나라는 보이보드십과 포비아트로 나뉘었다. 폴란드 모델을 따라 세임(Sejm)이라고 불리는 귀족 대표 기구도 있었다. 그러나 폴란드 세임과는 달리 마그나트들이 결정권을 가졌고, 하급 및 중급 귀족들은 마그나트 회의의 결정만을 승인했다. 15세기 후반부터 리투아니아와 폴란드 마그나트 간의 결혼이 더욱 빈번해졌다. 이는 리투아니아인들을 폴란드 문화에 더욱 가깝게 만들었다. 최초의 그러한 결혼은 1478년 미코와이 쳉친스키와 알레크나 수디만타이티스의 딸 사이의 결혼이었다.
폴란드의 영향력은 루블린 연합 이전에 더욱 강화되었다. 왕실은 리투아니아의 정치 및 경제 시스템을 폴란드와 더 유사하게 만들기 위한 조치를 취했다. 중요한 단계는 폴란드 모델을 기반으로 한 히데 시스템(볼로크 개혁 – 폴란드어: reforma włóczna)의 도입이었다. 이 개혁은 폴란드, 주로 마조비아 출신의 전문가들이 표트르 흐발체프스키가 이끄는 팀에 의해 도입되었다. 워우카는 폴란드의 토지 측정 단위(루테니아어 volok)였으며, 리투아니아에서는 토지 측량의 기준이 되었다. 동시에 폴란드의 면적 및 거리 측량 단위가 도입되었고, 폴바르크와 삼포제를 기반으로 한 농업 모델도 도입되었다.
종교 개혁 기간 동안, 두 언어의 유사성과 리투아니아 귀족의 로마 전설적 기원 때문에 라틴어가 리투아니아인의 언어가 되어야 한다는 목소리가 나왔다. 그러나 이러한 의도는 실패했고 라틴어는 폴란드 왕국에서와 같은 위치에 도달하지 못했다. 대신, 폴란드어는 빠르게 공용어의 자리를 차지했다. 17세기 초, 세이믹의 지침과 결의안은 폴란드어로 작성되었다. 1620-1630년 기간에 폴란드어는 리투아니아 수도원 문서에서 루테니아어를 대체했다. 1697년 폴란드-리투아니아 연방 의회가 모든 공문서에서 루테니아어를 폴란드어로 대체하기로 결의했을 때, 이는 오랫동안 유지되어 온 현상 유지를 승인한 것에 불과했다. 폴란드어 외에, 가톨릭 교회, 마그데부르크법 적용 도시, 리보니아 및 외국인과 관련된 리투아니아 재판소 문서에서도 라틴어가 사용되었다.
이미 16세기 초에 폴란드어는 리투아니아 마그나트의 제1언어가 되었다. 다음 세기에는 리투아니아 귀족 전반에 걸쳐 채택되었다. 심지어 제마이티야의 귀족들도 17세기부터 폴란드어를 사용했다. 18세기 초에는 리투아니아, 루테니아, 독일, 타타르 등 대공국의 모든 귀족들이 폴란드어를 채택했다. 폴란드어는 성직자, 도시 주민, 심지어 농민과 같은 다른 사회 계층에도 침투했다.
언어적 폴란드화가 항상 국가적 또는 민족적 의미에서 완전한 폴란드화를 의미하지는 않았다. 리투아니아 귀족들은 연방의 한 정치적 국가의 일부로서 폴란드 귀족들과 특권, 자유, 평등을 누리며 단결되어 있다고 느꼈다. 이러한 의미에서 그들은 종종 자신들을 "폴란드 귀족" 또는 심지어 "폴란드인"이라고 칭했다. 동시에, 연방 국가 내에서 리투아니아 민족의 분리주의와 독자성 수호는 매우 강했다. 리투아니아 귀족들은 대공국의 법률, 전통 및 상징에 강하게 애착을 가졌다. 더욱이 리투아니아의 독자성은 리투아니아에 정착한 민족적으로 폴란드계 가문의 구성원들에 의해서도 옹호되었다.

#### 교회와 교육
폴란드 문화의 확산은 로마 가톨릭교회를 통해 이루어졌다. 리투아니아 성직자의 상당 부분은 폴란드인이었으며, 이는 폴란드 혈통이거나 리투아니아에 정착한 폴란드 가정 출신이었다. 빌뉴스 성직자 중 알려진 123명 중 절반이 조금 넘는 66명만이 민족적으로 리투아니아인이었으며, 나머지는 대부분 폴란드계였다. 교회의 역할은 중요했는데, 이는 교회가 교육에 대한 독점권을 가지고 있었기 때문이다. 1550년까지 사모기티아 교구에 11개 학교가, 빌뉴스 교구에 85개 학교가 설립되었다. 1528년 빌뉴스 교구는 종교 텍스트의 교육 언어가 폴란드어와 리투아니아어여야 한다고 명령했다. 라틴어는 폴란드어로만 가르쳐졌기 때문에 이 언어를 모르는 아이들은 먼저 폴란드어를 배웠다. 리투아니아인들은 공부하기 위해 크라쿠프로 갔으며, 1409년 신학 교수가 대공국 학생들을 위한 기숙사를 설립했다. 1430년에서 1560년 사이에 총 366명의 리투아니아 학생들이 크라쿠프에서 공부했다. 16세기에는 리투아니아에서 온 학생들이 이미 상당히 폴란드화된 상태로 크라쿠프에 왔다. 1513년에는 리투아니아 학생들이 마조비아 출신 동료들의 평범한 폴란드어 말투를 비웃었다는 이유로 대학 법정에서 고발당했다.
폴란드어는 라틴어의 영향을 받아 추상적인 사고를 더 많이 표현할 수 있는 어휘력을 가지고 있다는 점에서 루테니아어와 리투아니아어에 비해 우위를 점했다. 또한 루테니아어와 가까웠기 때문에 채택이 더욱 자연스러웠다. 종교개혁은 한편으로 리투아니아어 문학의 발전을 가속화했지만, 다른 한편으로는 폴란드어의 확산을 더욱 빠르게 하는 데 기여했다. 칼뱅주의 거물인 미코와이 "흑인" 라지비우는 브레스트에서 리투아니아 칼뱅주의자들을 위해 폴란드어 번역 성경을 출판했다.

#### 왕실
폴란드어와 폴란드 문화 확산의 두 번째 중요한 통로는 왕실과 대공 궁정이었다. 1447년 이후 빌뉴스에는 짧은 기간 동안만 별도의 대공 궁정이 있었다. 그러나 그때도 폴란드의 영향력은 강했다. 이미 비타우타스 대공은 라틴어 비서실을 운영하기 위해 폴란드 비서들을 고용했다. 크라쿠프 궁정은 왕과 함께 리투아니아로 여행하는 폴란드인들이 지배했다. 궁정에 합류한 리투아니아 귀족들은 따라서 폴란드 문화에 크게 영향을 받았다. 카시미르 야기엘론은 리투아니아어를 아는 마지막 대공이었다. 지그문트 아우구스트 시대부터 리투아니아 엘리트와의 서신은 거의 전적으로 폴란드어로 이루어졌는데, 이는 리투아니아의 라틴어 지식이 너무 부족했기 때문이었다.

### 루테니아 영토

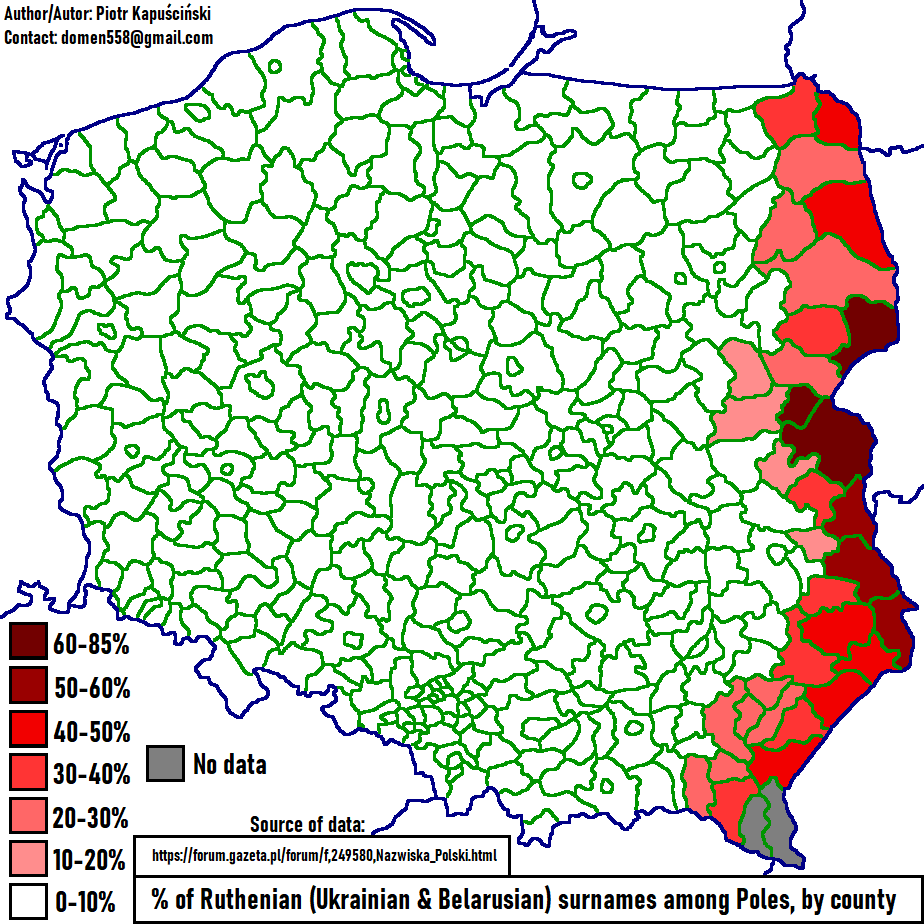
루테니아계 성을 가진 폴란드인의 카운티별 비율

요가일라의 후계자 바르나의 브와디스와프 3세는 1434년부터 1444년까지 통치했으며, 종교에 관계없이 모든 루테니아 귀족들에게 귀족 특권을 확대했고, 1443년에는 정교회를 로마 가톨릭과 동등한 권리로 인정하는 교황칙서를 서명하여 정교회 성직자들과의 관계를 완화했다. 이러한 정책은 다음 왕인 카지미에시 4세 치하에서도 계속되었다. 그럼에도 불구하고 폴란드 영향력의 가장 큰 문화적 확장은 루테니아 귀족들이 서구 문화의 매력과 마그나트들이 광대한 영지에서 토지와 농노의 무제한적인 통치자가 된 폴란드 정치 질서에 매료되었기 때문에 계속되었다.
1569년 루블린 연합에서, 리투아니아 대공국이 통제하던 우크라이나 영토는 폴란드 왕국 왕관령으로 이관되었고, 이로 인해 폴란드 문화와 언어의 직접적인 영향 아래 놓이게 되었다.
키이우와 브라슬라우 보이보드십의 우크라이나 영토는 인구가 비교적 희박하여 볼히니아뿐만 아니라 폴란드 중앙에서도 많은 정착민을 끌어들였다. 그 이유 중 하나는 농노제가 도입되지 않았기 때문이었다. 정착민 중에는 하급 귀족도 있었다. 루테니아 귀족들은 리투아니아 귀족들과 마찬가지로 당시 번성하던 폴란드 문화에 매료되었다. 많은 루테니아 귀족들은 폴란드어와 관습을 채택했으며, 심지어 로마 가톨릭으로 개종하기도 했다. 정교회와 루테니아어를 충실히 유지한 이들에게도 폴란드 정치 정체성은 매우 중요해졌는데, 이는 그들이 지배적이고 특권적인 엘리트인 슐라흐타의 일원이 되기를 열망했기 때문이었다. 이때 루스계 폴란드인 개념(루스 종교를 가진 폴란드인)이 탄생했다. 이 모든 결과로 루테니아 상류층은 루테니아 문화, 전통, 그리고 정교회를 거의 완전히 포기하게 되었다.
연방 내 정교회 성직자와 모스크바 총대주교청 간의 관계를 단절시키려 한 1596년 브레스트 연합에 따라 그리스 가톨릭 교회가 창설되면서 루테니아인들은 폴란드 문화에 더욱 강한 영향을 받게 되었다. 이 연합은 폴란드 당국에 의해 지지되었다. 연합 자체 외에도, 연합의 궁극적인 라틴어화는 폴란드화의 구성 요소 중 하나였다. 이 연합은 루테니아 지역에서 로마 가톨릭 교회의 확산과 함께 진행되었다. 로마 가톨릭 교회의 교구는 이미 14세기와 15세기에 리투아니아 대공들에 의해 설립되었다. 루블린 연합 이후에는 루테니아 마그나트들에 의해 예수회 학교가 설립되었다.
상구슈코, 비시니오비에츠키, 키시엘과 같은 일부 루테니아 거물들은 여러 세대에 걸쳐 문화적 폴란드화에 저항했으며, 오스트로스키 가문이 가장 두드러진 예시 중 하나였다. 일반적으로 폴란드 국가에 충성스러웠던 오스트로스키와 같은 거물들은 조상의 종교를 고수하며 학교를 열고 루테니아어로 책을 인쇄하며(세계 최초의 키릴 문자로 인쇄된 네 권의 책은 1491년 크라쿠프에서 출판되었다) 정교회 건설에 아낌없이 기부함으로써 정교회를 지원했다. 그러나 루테니아 엘리트 중 점점 더 많은 사람들이 폴란드어와 가톨릭으로 전환하면서 그들의 저항은 세대를 거듭할수록 점차 약해졌다. 그럼에도 불구하고 대부분의 교육 시스템이 폴란드화되고 가장 관대한 자금을 지원받는 기관들이 루테니아 서쪽에 위치하면서 루테니아 토착 문화는 더욱 악화되었다. 폴란드 루테니아에서는 행정 서류의 언어가 점차 폴란드어로 바뀌기 시작했다. 16세기까지 루테니아의 행정 서류 언어는 옛 교회 슬라브어와 서민들의 루테니아어 그리고 폴란드어가 묘하게 섞인 형태였다. 폴란드어의 영향력이 점차 증가하면서 곧 루테니아 음운 위에 폴란드어가 덧씌워진 형태가 되었다. 루테니아와 폴란드의 완전한 합병이 다가오는 것처럼 보였다.

### 왕실 프로이센
튜튼 시대 이래로 프로이센 엘리트와 행정의 언어는 독일어였다. 폴란드 왕국에 편입된 후에도 이것은 변하지 않았다. 16세기 초부터 폴란드어의 역할이 증가하기 시작했다. 1527년부터는 일부 의원들이 독일어를 알면서도 폴란드어를 사용한다는 대도시 대표자들의 불만이 있었다. 1555년, 그니에즈노의 한 주교는 통역사 없이 프로이센 세임에서 폴란드어로 연설했다. 16세기 후반에는 폴란드어로 왕령이 발표되었고, 란트탁의 토론도 폴란드어로 진행되었다. 위대한 프로이센 가문들은 자신들의 이름을 폴란드어로 바꾸었다. 예를 들어, 바이센은 바진스키로, 제멘은 체마로, 다메라우는 지아윈스키로, 모르탕엔은 모르텐스키로, 클라인펠트는 크루포츠키로 변경되었다.

## 폴란드 분할 (1795–1918)
폴란드 국가가 존재하지 않았던 시기에도 폴란드화가 발생했다. 폴란드를 분할한 제국들이 과거 폴란드화의 이득을 되돌리거나 폴란드 정체성을 대체하고 폴란드 민족 집단을 근절하기 위한 정책을 적용했음에도 불구하고 말이다.
폴란드화는 프로이센 분할 초기 몇 년 동안 일어났는데, 당시 문화투쟁 중 로마 가톨릭교회에 대한 박해에 대한 반응으로 폴란드인이 다수를 이루는 지역에 거주하는 독일 가톨릭 신자들이 자발적으로 폴란드 사회에 통합되어 프로이센 동부 지방에서 약 100,000명의 독일인에게 영향을 미쳤다.
일부 학자들에 따르면, 이전 연방의 비폴란드 지역에서 폴란드화의 가장 큰 성공은 분할 이후, 폴란드적인 것의 박해 시기에 달성되었다(레온 바실레프스키(Leon Wasilewski)가 지적)(1917년), 미트로판 돕나르-자폴스키(1926년). 역설적으로, 폴란드 민족 영토의 상당한 동쪽 이동(이 지역을 넘어)과 폴란드 민족 지역의 성장은 리투아니아와 벨라루스에서 폴란드적인 모든 것에 대한 러시아의 가장 강력한 공격 시기에 정확히 이루어졌다.
그 원인의 일반적인 개요는 로마 가톨릭교회의 활동과 이 지역에 대한 대도시(빌뉴스, 카우나스)의 문화적 영향, 19세기–1820년대 빌뉴스 교육구의 활동, 1863–1864년 1월 봉기까지 여전히 현지 폴란드인 또는 이미 폴란드화된 귀족들이 통제하던 지방 행정의 활동, 19세기 후반부터 20세기 초까지의 비밀 (폴란드) 학교(tajne komplety)와 영지 소유의 영향 등을 포함한다.

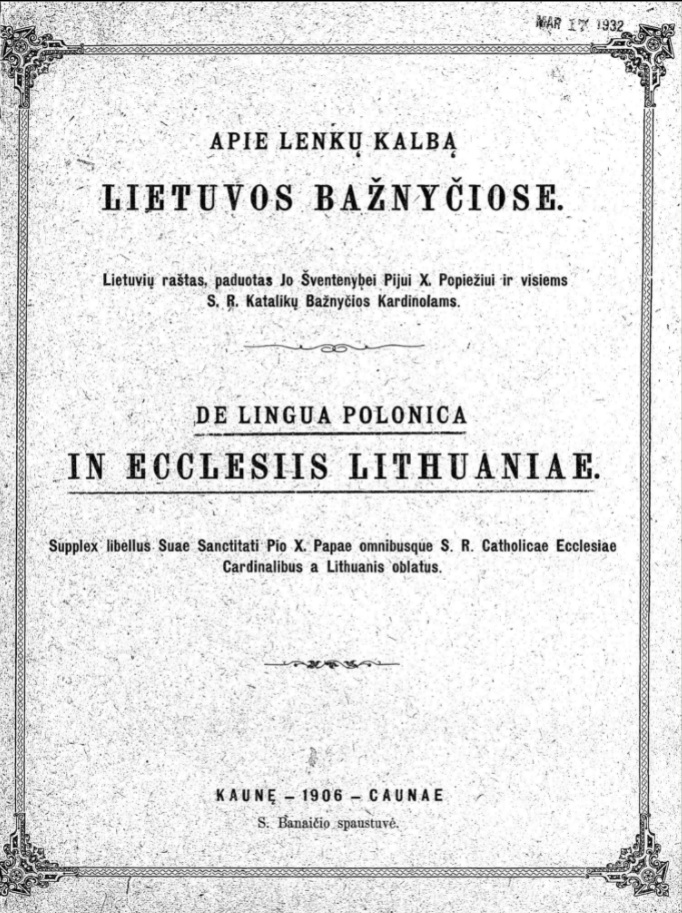
리투아니아인들이 교황 비오 10세에게 리투아니아 가톨릭 교회에서 폴란드어 사용에 대한 불만을 제기하는 모습, 1906년

18세기 말 폴란드-리투아니아의 몰락 이후, 폴란드화 경향은 리투아니아, 벨라루스, 폴란드 지배 하의 우크라이나 지역에서 초기에는 계속되었다. 제국의 초기 자유주의 정책이 폴란드 엘리트들에게 지역 문제에 대한 상당한 양보를 허용했기 때문이다. 돕나르-자폴스키는 알렉산드르 1세의 자유주의 통치 하에서 폴란드화가 실제로 심화되었다고 지적한다. 특히 1802-1803년에 빌뉴스 아카데미(Schola Princeps Vilnensis)에서 조직되어 크게 확장되고 새로운 이름인 빌뉴스 제국 대학교 (Imperatoria Universitas Vilnensis)로 최고 제국 지위를 부여받은 빌뉴스 대학교를 이끌던 폴란드 지식인들의 노력 때문이었다. 황제의 명령으로 알렉산드르의 개인 친구인 아담 차르토리스키가 감독하는 빌뉴스 교육구는 남동쪽으로 키예프까지 뻗어 있는 러시아 제국 서부의 광대한 영토와 폴란드 영토의 많은 부분을 포함하도록 크게 확장되었고, 이 지역 전체에서 경쟁자가 없는 대학의 발전은 제국 당국의 최고 우선 순위를 받았으며, 상당한 자유와 자율성을 부여받았다. 대학의 학장인 히에로님 스트로이노프스키, 얀 시니아데츠키, 시몬 말레프스키, 그리고 그들을 감독했던 차르토리스키를 비롯한 폴란드 지식인들의 노력으로 대학은 폴란드 애국심과 문화의 중심지가 되었고, 이 지역의 유일한 대학으로서 이 광범위한 지역의 모든 민족의 젊은 귀족들을 끌어들였다.
시간이 지나면서 대학에서 전통적인 라틴어는 사라졌고, 1816년까지 완전히 폴란드어와 러시아어로 대체되었다. 이러한 변화는 벨라루스어 및 리투아니아어 중등 학교 시스템에도 심오한 변화를 주었고, 이는 라틴어가 전통적으로 사용되던 곳이었는데, 대학이 이 학교들의 주요 교사 공급원이었기 때문이었다. 또한, 대학은 교과서 선정에 대한 책임이 있었으며, 폴란드어 교과서만 인쇄 및 사용 승인을 받았다.
돕나르-자폴스키는 "1800년대–1810년대는 이전 대 리투아니아 공국 지역에서 폴란드 문화와 언어가 전례 없는 번영을 누렸던 시기"였으며, "이 시대에 가장 작은 귀족 계층의 폴란드화가 효과적으로 완료되었고, 현대 벨라루스어 사용 지역이 더욱 축소되었다"고 언급한다. 또한 폴란드화 경향이 (은밀한) 반러시아 및 반동방정교 경향과 병행되었음을 지적한다. 이러한 경향의 결과는 이전에 비폴란드 지역의 민족 통계에 가장 잘 반영되어 있다.
러시아로부터의 독립을 목표로 한 폴란드 11월 봉기 이후, 제국 정책은 마침내 급변했다.
19세기에 이전 세기의 거의 도전받지 않던 폴란드화 경향은 당시 "반폴란드" 러시아화 정책에 의해 굳건히 맞섰으며, 1850년대 중반과 1880년대의 폴란드화 상승, 1830년대와 1860년대의 러시아화 강화와 같이 양측에서 일시적인 성공을 거두었다. 동부 및 서부 지역(러시아 및 독일 분할 지역)의 폴란드화는 폴란드인들이 정부에 대한 영향력이 점차 감소하는 상황에서 발생했다. 폴란드 분할은 해당 지역에서 폴란드어-문화의 지속에 진정한 위협이 되었다. 폴란드화가 폴란드 문화를 중심으로 이루어졌기 때문에, 이를 약화시키고 파괴하려는 정책은 해당 지역의 폴란드화를 약화시키는 데 상당한 영향을 미쳤다. 이는 러시아가 점령한 폴란드에서 특히 두드러졌는데, 러시아 행정이 점차 강력하게 반폴란드적이 되면서 폴란드 문화가 가장 큰 어려움을 겪었다. 19세기 초, 폴란드가 폴란드 입헌왕국 괴뢰정권으로서 어느 정도 자율성을 유지할 수 있었던 짧고 비교적 자유주의적인 초기 시기 이후, 폴란드 문화에 대한 상황은 꾸준히 악화되었다.

### 리투아니아 및 벨라루스 영토
리투아니아 대공국 영토에서는 복잡한 언어 상황이 발전했다. 폴란드어 사용자들은 고대 폴란드어의 특징과 벨라루스어의 많은 잔재, 그리고 리투아니아어의 일부 특징을 보존한 폴란드어의 "크레시" 변형(북부 국경지대 방언)을 사용했다. 언어학자들은 교회와 문화 활동에서 사용되는 공식 언어와 일반 대중의 말에 더 가까운 구어체를 구분한다. 빌뉴스 지역의 상당 부분 주민들은 주로 폴란드어의 영향을 받았지만, 리투아니아어, 러시아어, 유대어의 영향도 받은 벨라루스어의 변형을 사용했다. 이 언어는 "단순한 말"(폴란드어: mowa prosta)이라고 불렸으며, 많은 사람들에게 폴란드어의 방언으로 취급되었다. 실제로 이는 문화적 경계 지역의 방언 간의 일종의 "혼합 언어" 역할을 했다. 이 언어는 리투아니아 인구의 점진적인 슬라브화의 통로가 되었다.
슬라브어 방언 간 지식은 리투아니아인들이 폴란드어, 러시아어, 또는 벨라루스어를 구사하는 슬라브 이웃들과 소통하는 것을 더 쉽게 만들었다. 폴란드어의 매력과 문화적 위상, 그리고 교회에서의 보편적인 사용은 이 과정이 계속되어 폴란드어의 완전한 채택으로 이어지게 했다. 벨라루스 인구 사이에서는 폴란드어 사용이 공식적인 관계에 한정되었고, 집에서는 여전히 현지어가 사용되었다. 그 결과, 리투아니아어는 벨라루스어보다 더 빠르게 폴란드어의 압력에 밀려났다. 이는 빌뉴스를 중심으로 리투아니아어와 벨라루스어 지역 사이에 밀집된 폴란드어 사용 지역이 형성되는 결과를 낳았다. 얼마 후, 특히 빌뉴스 지역에서는 폴란드어를 모르는 것이 문화적 소양이 부족하다고 여겨졌다. 의례적인 상황에서는 폴란드어를 사용하는 것이 바람직했다. 이는 점차 단순한 말의 사용을 일상생활 상황으로 제한했으며, 작업, 욕설의 언어이지만 더 감정적이고 격렬한 언어로서 그것과 벨라루스어에 대한 경멸감을 낳았다.
벨라루스 영토에서는 러시아 당국의 가톨릭 교회에 대한 투쟁으로 폴란드화 과정이 심화되었다. 연합교회의 해체와 정교회로의 강제 개종은 지역 사회의 저항을 불러일으켰다. 러시아 당국은 "폴란드 신앙"이라고 불리는 가톨릭 교회를 "러시아 신앙"이라고 불리는 정교회에 대항시켰다. 결과적으로 자신을 "폴란드인"이라고 칭하는 것은 자신을 "가톨릭 신자"라고 칭하는 것과 같았다. 라틴어 다음으로 폴란드어는 예배의 제2 언어로 간주되었기 때문에 이를 러시아어 또는 현지어로 대체하려는 시도는 지역 주민들의 저항을 받았다.
폴란드어와 폴란드 문화, 그리고 궁극적으로 폴란드 국가 의식의 확산은 상류층뿐만 아니라 가난하고 몰락한 귀족들 사이에서도 널리 퍼졌다. 그들의 대표자들은 폴란드적인 것과 불가분의 관계에 있는 귀족의 전통을 명성의 표시로 여겼기 때문에 폴란드 민족 전통에 대한 애착을 키웠다. 그리고 넘을 수 없는 재산 및 문화적 장벽이 없었기 때문에 주변 농민들에게도 영향을 미쳤다. 역설적으로, 이는 농민들의 토지 구매에 대한 구제책을 제공한 반폴란드 및 반슐라흐타 러시아 정책에 의해 촉진되었다. 그 결과, 하급 귀족과 농민 간의 재산 격차가 줄어들어 혼혈 결혼이 나타났고, 이는 다시 농민들 사이에서 폴란드 문화 확산으로 이어졌다.
1880년대 리투아니아 민족 부흥의 출현은 민족적으로 리투아니아 인구의 폴란드화 과정을 늦추었을 뿐만 아니라, 폴란드어를 사용하는 리투아니아 인구의 상당 부분에서 국가 정체성 의식을 확고히 했다. 이전 기간 동안 존재했던 이중적인 리투아니아-폴란드 국가 정체성 감정은 명확한 국가 선언으로 바뀌어야 했다. 이전에는 옛 리투아니아 대공국의 모든 주민이 리투아니아인으로 간주되었지만, 리투아니아어를 사용하는 사람만을 리투아니아인으로 간주하는 리투아니아 민족 운동의 출현에 직면하여, 리투아니아의 폴란드어 사용 주민들은 점점 더 자신들을 폴란드인으로 선언했다. 19세기 말부터 뜨거워진 민족 리투아니아 동부 국경 지역 교회에서 보조 언어(폴란드어 또는 리투아니아어)를 둘러싼 분쟁은 조상들이 평이한 언어를 위해 리투아니아어를 포기했던 신자들 사이에서 폴란드 의식 형성 및 폴란드어 채택에 영향을 미쳤다.

리투아니아의 역사학자 바이다스 바니스(Vaidas Banys)는 19세기 리투아니아 가톨릭 교회 내 폴란드화에 대해 다음과 같이 말했다.
"폴란드 광신자들은 리투아니아의 가톨릭 교회가 폴란드 교회이며 다른 민족적 표현은 환영받지 못한다고 발표했다. 리투아니아 종교 예배는 방해받았고, 리투아니아 노래 중에는 휘파람이 불렸고 심지어 주먹다짐도 있었다. 1901년 세타 교회에서 리투아니아어 비문이 새겨진 기념 십자가가 던져진 사건은 리투아니아 전역에 울려 퍼졌다. 소위 '리투아니아 광신자들'(폴란드어: litwomany)인 사제들은 처벌받거나, 더 가난한 교구로 옮겨지거나, 그들의 사역에서 굴욕을 당했다."

## 폴란드 제2공화국 (1918–1939)
폴란드 1921년 인구조사에 따르면, 재탄생한 국가의 인구 중 폴란드 민족은 약 69%를 차지했다. 전간기 폴란드의 가장 큰 소수 민족은 우크라이나인, 유대인, 벨라루스인, 독일인이었다. 각 소수 민족에 대한 폴란드 정부의 정책은 다양했으며, 시간의 흐름에 따라 변화하기도 했다. 일반적으로 국민 민주주의가 지배했던 민주주의 초창기에는 소수 민족의 권리를 제한하고 폴란드화를 추진하는 경향이 있었다. 이는 1926년 5월 쿠데타와 사나치아 정권의 집권으로 변화했다. 정책은 더욱 자유화되었고 소수 민족의 자율성이 증가했다. 그러나 제2차 세계 대전 발발 몇 년 전부터 상황은 악화되기 시작했다.
동화는 국민 민주주의자들에게 "국가 통합"의 주요 요인으로 간주되었다. 그들은 폴란드 문화의 매력이 특히 슬라브계 소수 민족에게 큰 저항 없이 빠르고 평화로운 동화를 돕기를 바랐다. 중도 및 좌익 정당들은 동부 지역의 국가 건설 과정이 되돌릴 수 없다고 지적했다. 따라서 그들은 폴란드 국가에 대한 충성에 대한 대가로 광범위한 문화적, 영토적 자율성을 부여하는 소위 국가 동화를 주장했다. 이러한 정책은 특히 1926-1935년 유제프 피우수트스키의 지도하에 사나치아 정권에 의해 부분적으로 수행되었다.

폴란드화는 또한 비폴란드 소수 민족들 사이에 새로운 교육받은 계층, 즉 학교 교육, 언론, 문학 및 연극의 중요성을 인식하고 자신들의 민족 정체성 발전에 중요한 역할을 하는 지식인 계층을 만들어냈다.

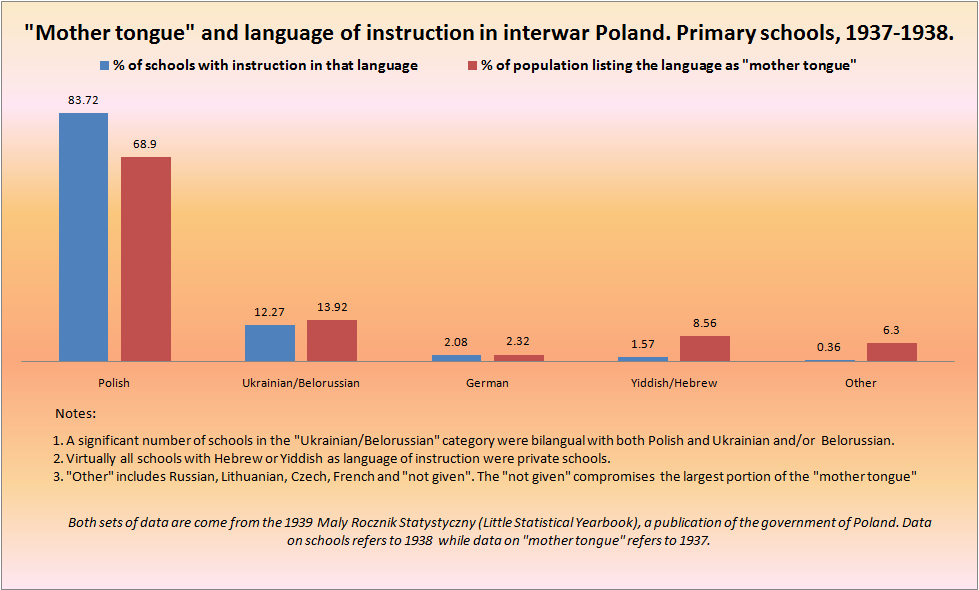
전간기 폴란드 학교의 교육 언어 및 특정 언어를 "모국어"로 기재한 인구 비율(1937년 및 1938년 공식 폴란드 통계에 따름)

### 벨라루스인
폴란드에 거주하는 벨라루스인들은 교육 수준이 낮았으며, 90%가 농업으로 생계를 유지했다. 벨라루스인들의 열망은 문화적 자치권과 공정한 토지개혁을 이루는 것이었다. 전간기 폴란드에서 벨라루스 국적자의 최대 수는 약 2백만 명이었다. 그들 대부분은 확고한 민족 정체성을 가지고 있지 않았기 때문에 정확한 숫자를 파악하기 어렵다. 그들은 자신들의 언어를 "튜테이시", "단순한 말"(폴란드어: mowa prosta) 또는 "폴레슈크(폴레시아 지역에서)"라고 묘사했다. 또한 두 세기 동안의 폴란드 영향으로 가톨릭 벨라루스인들은 자연스럽게 폴란드 문화에 기울어졌으며, 벨라루스어를 사용했음에도 불구하고 종종 자신들을 "폴란드인"이라고 불렀다.
벨라루스에 대한 폴란드 국가의 정책은 일관되지 않았다. 처음에는 동부 국경을 둘러싼 전투 기간 동안 벨라루스 활동가들의 활동이 용인되었다. 그러나 평화가 찾아온 후에는 상황이 바뀌었다. 1924년, 소수 민족 교육법으로 인해 약 350개(또는 514개)에 달하는 기존 벨라루스 학교 중 상당수가 폐쇄되었는데, 이 학교들은 대부분 독일 점령기에 개설되었다. 19개의 이중 언어 학교와 단 3개의 벨라루스어 초등학교만 남았다. 공무원들은 형식적 요건이 충족되었음에도 불구하고 새로운 학교 설립을 막았다.
1926년 5월 쿠데타 이후 변화가 찾아왔다. 코민테른과의 접촉으로 벨라루스 사회민주당이 폐지되었음에도 불구하고 교육 정책의 자유화 시기가 있었다. 새로운 교육부 장관 구스타프 도로브스키는 새로운 학교 설립을 막는 공무원들을 해고하라고 명령하고, 가톨릭 공동체에도 새로운 학교를 열도록 허용했으며, 초등학교 교사들을 위한 벨라루스어 강좌를 개설했다. 그 결과, 4개의 벨라루스 문법 학교와 십여 개의 초등학교가 개설되었다. 그러나 결과는 좋지 않았다. 1928년에는 벨라루스어를 가르치는 학교가 69개에 불과했으며, 이들 모두 빌뉴스와 노보그루데크 주에 있었는데, 그곳에 존재하는 2,164개의 폴란드 학교에 비하면 매우 적은 수였다. 이러한 정책의 역전은 빠르게 이루어졌고, 1929년 이후 벨라루스 학교의 수는 다시 감소하기 시작했다. 빌뉴스, 나바흐루다크, 클레츠크, 라다슈코비치에 존재하던 벨라루스 고등학교 중 1939년까지 살아남은 것은 빌뉴스 고등학교뿐이었다. 벨라루스 학교는 종종 러시아어로 수업을 진행했는데, 특히 고등학교에서 그러했다. 이는 벨라루스 인텔리겐치아의 상당한 러시아화 때문이었다. 폴란드 관리들은 벨라루스어로 교육을 요구하는 벨라루스인을 소련 스파이로, 모든 벨라루스 사회 활동을 공산주의 음모의 산물로 취급하는 경우가 많았다.
정교회 신자들도 전간기 폴란드에서 차별에 직면했다. 이러한 차별은 동방 정교회 벨라루스인들의 동화도 목표로 했다. 폴란드 당국은 정교회 예배와 의식에 폴란드어를 강요했고, 서부 벨라루스 여러 지역(슬로님, 비아위스토크, 바우카비스크, 나바흐루다크)에 폴란드 정교회 단체 설립을 시작했다.
교회에서 벨라루스어를 장려하고 벨라루스 민족 의식을 고취한 신부 빈센트 하들레우스키와 같은 벨라루스 로마 가톨릭 사제들도 폴란드 정권과 폴란드 가톨릭 교회의 지도부로부터 심각한 압력을 받았다. 폴란드 가톨릭 교회는 사제들에게 서부 벨라루스의 교회와 가톨릭 주일 학교에서 폴란드어 대신 벨라루스어를 사용하는 것을 금지하는 문서를 발행했다. 1921년 바르샤바에서 발행된 폴란드 가톨릭 교회의 지침은 종교 생활에 벨라루스어를 도입하는 사제들을 비판하며 다음과 같이 밝혔다. "그들은 풍부한 폴란드어에서 사람들이 스스로 단순하고 초라하다고 부르는 언어로 바꾸려 한다."
벨라루스 시민 사회는 폴란드화와 벨라루스 학교의 대량 폐쇄에 저항했다. 브라니스와프 타라슈키에비치와 다른 활동가들이 이끄는 벨라루스 학교 협회(벨라루스어: Таварыства беларускай школы)는 1921년부터 1937년까지 서부 벨라루스에서 벨라루스어 교육을 장려하는 주요 조직이었다.
폴란드에 거주하는 (더 큰 규모의) 우크라이나 소수 민족과 비교했을 때, 벨라루스인들은 정치적으로 훨씬 덜 의식적이었고 활동적이었다. 그럼에도 불구하고 벨라루스 역사학자들에 따르면, 폴란드 정부의 서부 벨라루스 인구에 대한 정책은 점점 더 시위를 유발했으며 무장 저항으로 이어졌다. 1920년대에는 서부 벨라루스의 여러 지역에서 벨라루스 파르티잔 부대가 일어났는데, 대부분 조직적이지 않았지만 때로는 벨라루스 좌익 정당 활동가들이 이끌기도 했다. 1922년 봄, 수천 명의 벨라루스 파르티잔들이 폴란드 정부에 폭력을 중단하고, 정치범을 석방하며, 서부 벨라루스에 자치권을 부여하라는 요구를 발표했다. 1930년대 중반까지 서부 벨라루스 여러 지역에서 시위가 계속되었다.
가장 큰 벨라루스 정치 조직인 벨라루스 농민 노동자 연맹 (또는 흐라마다는) 시간이 지남에 따라 더욱 급진화되었다. 이 조직은 소련으로부터 물류 지원을 받았고, 코민테른으로부터 재정 지원을 받았다. 1927년경에는 흐라마다가 모스크바의 요원들에게 완전히 통제되었다. 이 조직은 폴란드 당국에 의해 금지되었고, 흐라마다와 더 급진적인 친소련 서벨라루스 공산당 간의 연관성이 밝혀지자 폴란드 정부에 대한 추가 반대는 국가 제재로 이어졌다. 폴란드 정책은 무장 저항에 부딪혔다.

### 우크라이나인

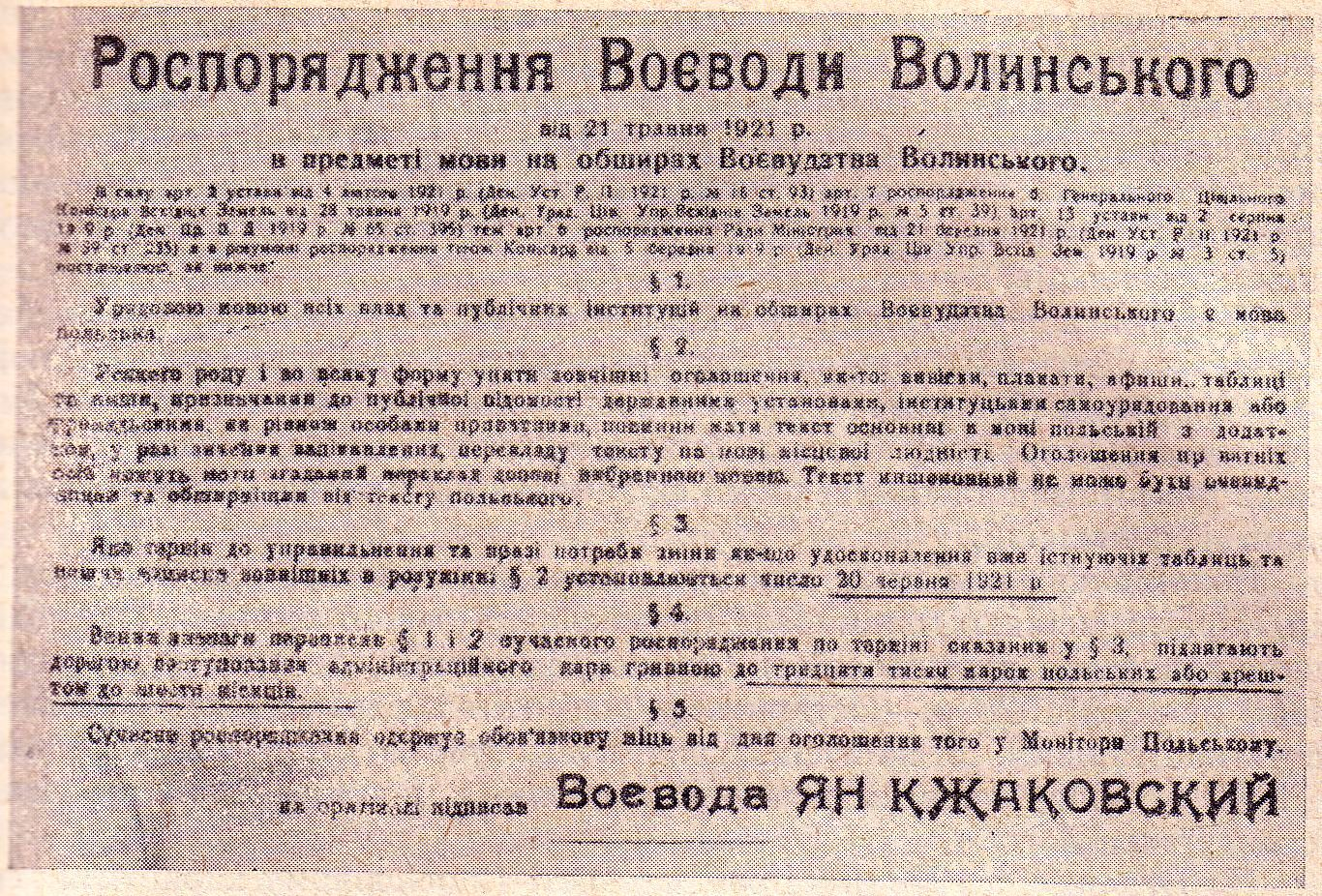
볼히니아의 초대 주지사 얀 크자코프스키의 "볼히니아 주의 언어에 관하여"라는 법령. 이는 소비에트-폴란드 전쟁 이후 1921년 리가 조약에 따라 폴란드어를 공식 언어로 지정하며, 폴란드와 소련 러시아 간의 국경이 정의되었음을 명시한다. 우크라이나어로 작성됨

전간기 폴란드에는 400만~500만 명의 우크라이나인이 거주했다. 그들은 주로 동부 갈리치아와 볼히니아 지역에 살았다. 제1차 세계 대전 전까지는 동부에 대규모 우크라이나 그리스 가톨릭 인구(르비우 주변)가 있는 갈리치아가 오스트리아 제국의 통제를 받았다. 반면에 이전에 러시아 제국에 속했던 볼히니아(리우네 주변)의 우크라이나인들은 대부분 정교회 신자였으며, 강력한 러시아파 경향의 영향을 받았다. 민족적 자아 식별은 갈리치아 우크라이나인들 사이에서 훨씬 더 강했다.

#### 종교
로마 가톨릭교회와 통교하는 우크라이나 그리스 가톨릭교회가 폴란드에서 더 나은 대우를 받기를 기대하는 동안, 폴란드 지도부는 가톨릭을 국가를 통합하는 주요 도구 중 하나로 보았다. 스타니스와프 그랍스키를 중심으로 한 폴란드인들은 동방 정교회 볼히니아 우크라이나인보다 불안정한 갈리치아 우크라이나인들을 덜 신뢰할 만하다고 보았다. 그들은 점진적 동화에 더 좋은 후보자로 여겨졌다. 이것이 바로 폴란드 우크라이나 정책이 처음에는 이른바 "소칼스키 선"을 그어 그리스 가톨릭 갈리치아인들이 정교회 볼히니아인들에게 더 이상 영향을 미치지 못하도록 하는 것을 목표로 한 이유이다.
이 지역의 역사로 인해 우크라이나 그리스 가톨릭 교회는 강한 우크라이나 민족적 성격을 띠게 되었고, 폴란드 당국은 이를 여러 가지 방식으로 약화시키려 했다. 1924년, 북미와 서유럽의 우크라이나 그리스 가톨릭 신자들과의 방문 후, 우크라이나 그리스 가톨릭 교회의 수장은 상당한 기간 동안 르비우로 재입국이 거부되었다. 주교들이 이끄는 폴란드 사제들은 동방 가톨릭 신자들 사이에서 선교 활동을 시작했으며, 우크라이나 그리스 가톨릭 교회에 행정적 제한이 가해졌다.
동부 폴란드에 거주하는 동방 정교회 우크라이나 인구와 관련하여, 폴란드 정부는 처음에 정교회 소수 민족의 권리를 옹호하는 법령을 발표했다. 그러나 실제로는 가톨릭교도들 또한 자신들의 위치를 강화하려는 열망으로 인해 폴란드 하원과 법원에 공식적인 대표를 두었기 때문에 이러한 노력은 종종 실패했다. 특정 교회를 압수하여 가톨릭 교회로 넘기기에 충분할 정도의 어떤 혐의라도 강력하게 작용했다. 소위 "환수 캠페인"의 목표는 러시아 분할 시기 정교회의 이득을 되돌리고 러시아 당국에 의해 정교회로 전환되었던 교회들을 가톨릭 신자들에게 되돌려주는 것이었다. 190개의 정교회 건물이 파괴되었고, 파괴된 교회 중 일부는 버려졌으며, 150개 이상의 교회가 강제로 로마 가톨릭 교회로 전환되었다 (그리스 가톨릭 교회는 아님). 이러한 행동은 우크라이나 그리스 가톨릭 교회의 수장인 관구장 안드레이 셰프티츠키에 의해 비난받았는데, 그는 이러한 행동이 "비연합 정교회 형제들의 영혼 속에 어떠한 재결합의 생각 자체를 파괴할 것"이라고 주장했다.

#### 교육
폴란드 행정부는 많은 프로스비타 독서실을 폐쇄했다. 독서실 수는 1914년 2,879개에서 1923년 843개로 줄어들었다. 이러한 감소는 부분적으로 전쟁 피해로 설명될 수 있다.
독립 폴란드에서는 교육이 중앙집권화되었고, 르비우에 기반을 둔 별도의 우크라이나 대표 기관과 마찬가지로 지방 학교 행정이 폐지되었다. 1924년에 이중 언어 우크라이나어-폴란드어 학교를 설립하는 법이 통과되었다. 그 결과, 우크라이나 단일 언어 학교의 수가 줄어들었고, 그 자리를 이중 언어 학교가 차지하게 되었다. 이는 동부 갈리치아에 가장 심각한 영향을 미쳤는데, 전쟁 전에는 2,400개의 우크라이나 초등학교가 있었고, 서우크라이나 인민 공화국 존재 기간 동안 그 수는 약 3,000개로 증가했다. 이 지역이 폴란드에 합병된 후 그 수는 감소하기 시작하여 1923년에는 2,453개, 1925년에는 여전히 2,151개였지만, 이중 언어 학교 도입 후 1930년 648개, 1938년 352개로 급감했다. 동시에 이중 언어 학교의 수는 1925년 9개에서 1930년 1,793개, 1938년 2,485개로 증가했다. 폴란드 학교의 수도 1925년 2,568개에서 1938년 2,161개로 감소했다.
"누메루스 클라우수스(numerus clausus)" 원칙이 도입되어, 르비우 대학교 입학 시 우크라이나인들은 차별을 받았다 (지원자 전체 수의 15%를 초과할 수 없으며, 폴란드인은 동시에 50% 이상을 할당받았다).

#### 토지개혁
토지 개혁은 폴란드 민족 인구에 유리하도록 설계되었다. 1938년까지 우크라이나인이 거주하는 지역에서 약 80만 헥타르가 재분배되었다. 그러나 재분배가 반드시 현지 우크라이나 인구에게 도움이 된 것은 아니었다. 1920년 볼히니아와 폴리시아에서는 할당된 토지의 39% (312,000 헥타르)가 폴란드 참전 용사에게 수여되었다. 동부 갈리시아에서는 20만 헥타르가 폴란드 서부 지방 출신 농민에게 주어졌다. 1930년대까지 연속된 우크라이나 민족 지역 내에 거주하는 폴란드인의 수는 약 30만 명 증가했다.

### 리투아니아인

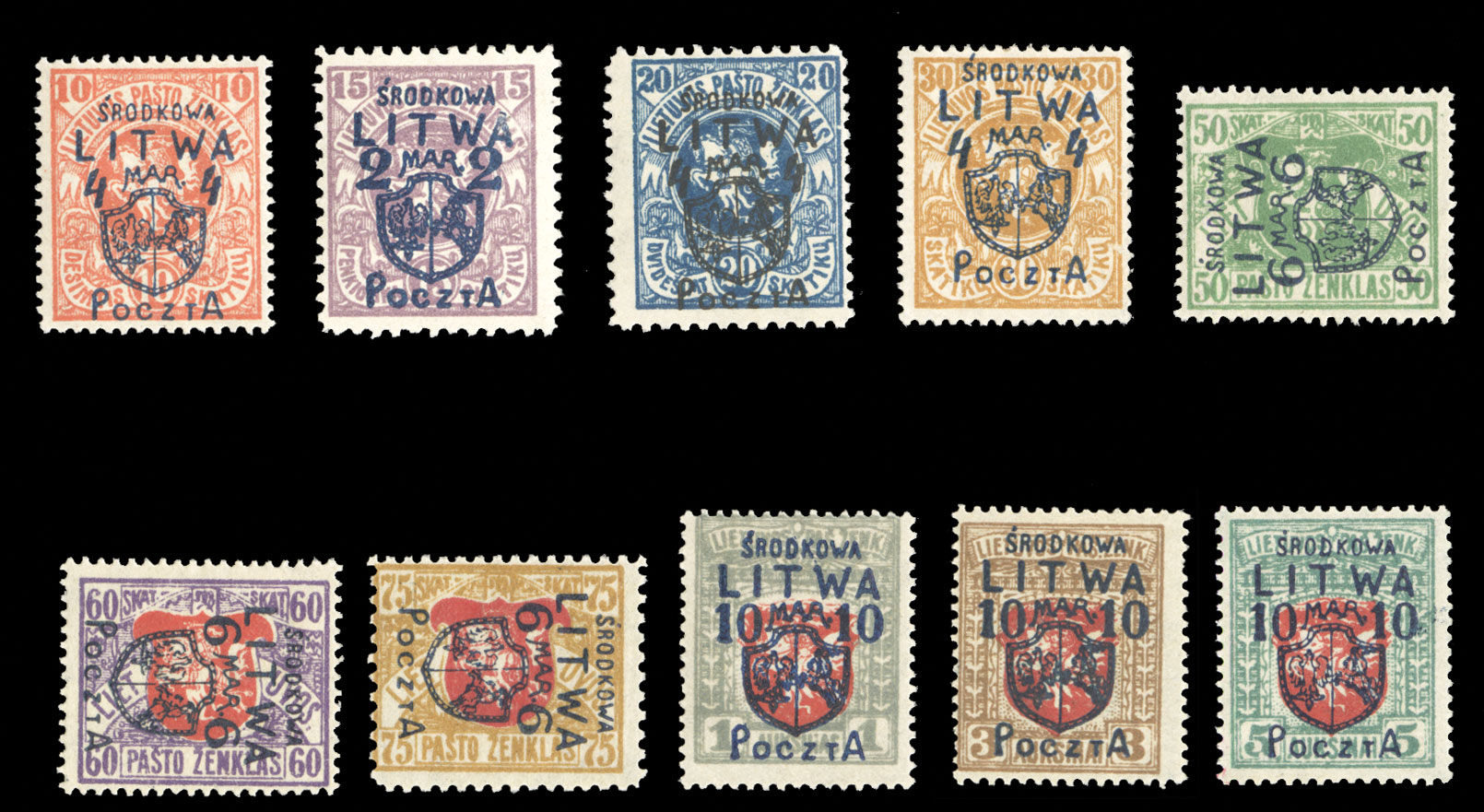
1920년에 만들어진 리투아니아 우표에 중앙 리투아니아 (Środkowa Litwa)의 폴란드어 초고 인쇄가 된 우표

20세기 전간기 (1920–1939) 동안 리투아니아-폴란드 관계는 상호 적대감으로 특징지어졌다. 빌뉴스 시를 둘러싼 분쟁과 폴란드-리투아니아 전쟁의 결과로, 양국 정부는 유럽을 휩쓸던 민족주의 시대에 각자의 소수 민족을 가혹하게 대했다. 1920년, 루치얀 젤리고프스키의 위장 반란인 젤리고프스키의 반란 이후, 폴란드 통제 지역 내 리투아니아 문화 활동은 제한되었고, 리투아니아 신문 폐간 및 편집자 체포가 발생했다. 1922년 1월 23일, 33명의 리투아니아 및 벨라루스 문화 활동가들이 빌뉴스에서 공식적으로 추방되어 리투아니아로 추방되었다. 1927년, 리투아니아와 폴란드 간의 긴장이 고조되면서 48개의 리투아니아 학교가 추가로 폐쇄되었고, 11명의 리투아니아 활동가들이 추방되었다. 유제프 피우수트스키 사망 후 1935년에는 폴란드 내 리투아니아 소수민족이 더욱 강도 높은 폴란드화 정책의 대상이 되었다. 1936년 이후 266개의 리투아니아 학교가 폐쇄되었고 거의 모든 리투아니아 단체가 금지되었다. 정부가 분쟁 지역에 폴란드군 참전 용사의 정착을 장려하면서 추가적인 폴란드화가 진행되었다. 1936년에서 1938년 사이에 폴란드에서 약 400개의 리투아니아 독서실과 도서관이 폐쇄되었다. 1938년 폴란드의 리투아니아 최후통첩 이후, 리투아니아는 폴란드와 외교 관계를 재수립했고, 폴란드에 거주하는 리투아니아인들을 폴란드화하려는 노력은 다소 줄어들었다.

## 제2차 세계 대전 이후

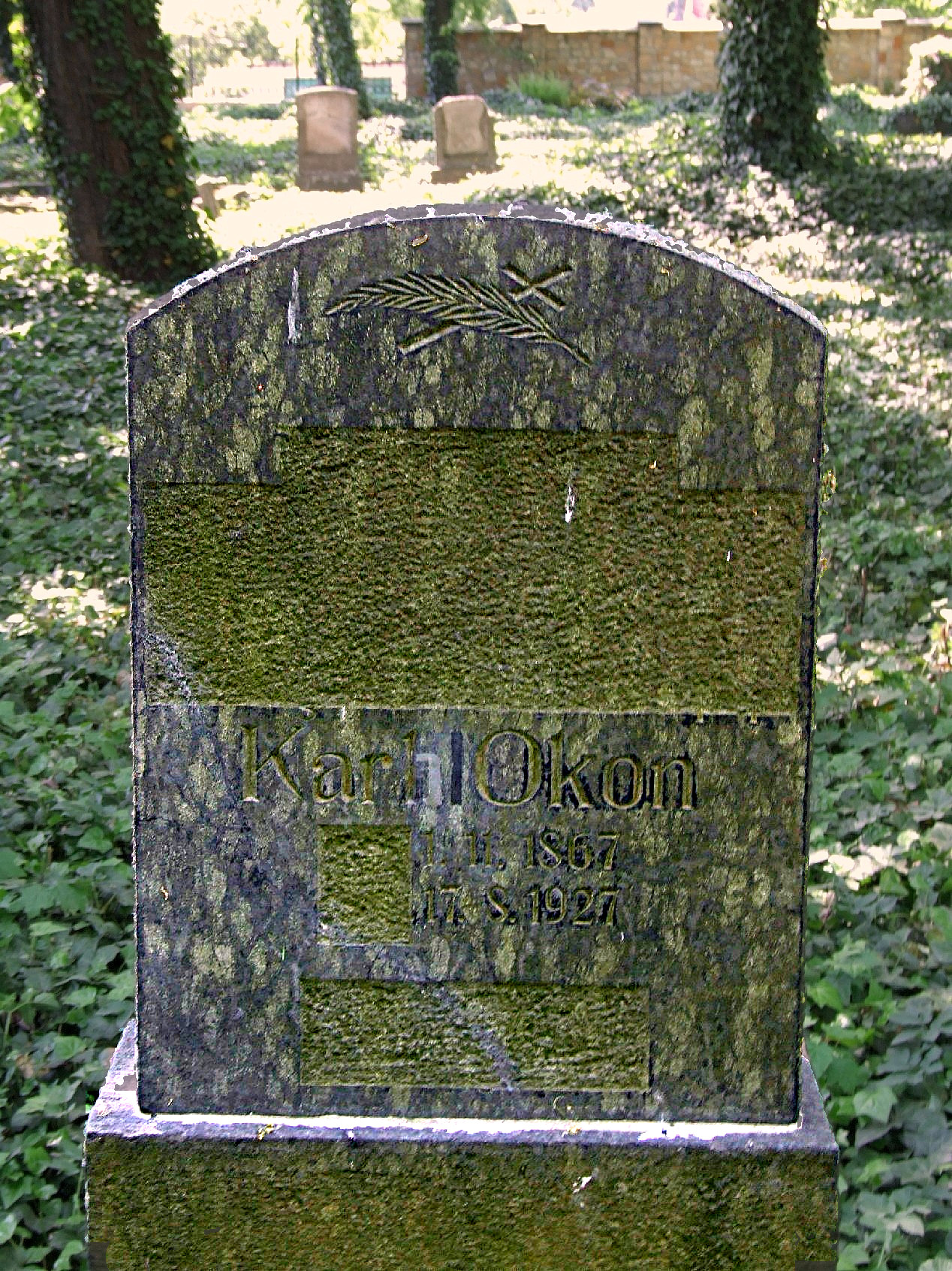
글리비체 묘지에서 독일어 비문이 제거된 묘비. 카를(Karl)이라는 이름이 폴란드어 카롤(Karol)로 변경된 것도 보인다.

1947년 비에슈차디산맥 작전 동안, 소련의 통제를 받는 폴란드 공산당 당국은 이 지역에서 여전히 활동 중인 우크라이나 반란군에 대한 지원 기반을 제거하기 위해 비에슈차디와 저베스키드 산맥 주변에 거주하는 약 141,000명의 민간인들을 전후 정착 과정에서 연합국이 폴란드에 할당한 소위 수복령의 북부 지역으로 강제 이주 시켰다. 농민들은 폴란드 정부로부터 재정 지원을 받았고, 독일인들이 남겨둔 주택과 농장을 인수하여, 대부분의 경우 새로 할당된 부동산의 면적 증가, 벽돌 건물, 수도 시설 등으로 인해 생활 조건이 향상되었다. IPN의 즈비그니에프 팔스키(Zbigniew Palski) 박사는 정확히 같은 시기에 우크라이나 소비에트 사회주의 공화국에 의해 우크라이나에서도 동일한 작전이 수행되었다고 설명한다. 이 작전은 서부 작전이라고 불렸다. 두 작전 모두 모스크바에서 조정되었지만, 그 결과물에는 충격적인 차이가 있었다.

## 참고 문헌
- Davies, Norman (2005). 《God's Playground: A History of Poland, Vol. 1: The Origins to 1795》. Columbia University Press. ISBN 0-231-12817-7.
- Frost, Robert I. (2015). 《The Oxford History of Poland-Lithuania. The Making of the Polish-Lithuanian Union, 1385—1569》 1. Oxford.
- Januszewska-Jurkiewicz, Joanna (2010). 《Stosunki narodowościowe na Wileńszczyźnie w latach 1920–1939》 [1920-1939년 빌뉴스 지역의 국가 관계]. Katowice.
- Kaczmarek, Ryszard (2010). 《Historia Polski 1914-1989》. Warsaw.
- 토마시 카무젤라. 2013. 폴란드-리투아니아 분할 지역의 독일화, 폴란드화, 러시아화 (815-838쪽). 국적 논문. 제41권 5호.
- Litwin Henryk, Central European Superpower, BUM Magazine, 2016.
- Magocsi, Robert Paul (1996). 《A History of Ukraine》. 토론토 대학교 출판부. 596쪽. ISBN 0802078206.
- Magocsi, Paul Robert (2010). 《A History of Ukraine. The Land and Its Peoples》 2판. Toronto.
- Mironowicz, Eugeniusz (2007). 《Białorusini i Ukraińcy w polityce obozu piłsudczykowskiego》 [피우수트스키 파벌 정책 속의 벨라루스인과 우크라이나인] (폴란드어). Wydawnictwo Uniwersyteckie Trans Humana. ISBN 978-83-89190-87-1.
- Ostrówka, Małgorzata (2005). 〈Polszczyzna w Wielkim Księstwie Litewskim. Aspekt arealny i historyczny〉. 《Kultura i języki Wielkiego Księstwa Litewskiego》. Kraków. 103–116쪽.
- Rachuba, Andrzej (2010). 〈Litwini〉.   Kopczyński, Michał; Tygielski, Wojciech. 《Pod wspólnym niebem. Narody dawnej Rzeczypospolitej》 [공동의 하늘 아래. 옛 연방의 민족들] (폴란드어). Warsaw. ISBN 978-83-11-11724-2.
- Snyder, Timothy (2004). 《The reconstruction of nations: Poland, Ukraine, Lithuania, Belarus, 1569–1999》. Yale University Press. ISBN 0-300-10586-X.
- Subtelny, Orest (1988). 《Ukraine: A History》. Toronto: University of Toronto Press. ISBN 0-8020-5808-6.
- Shved, Viachaslau; Grzybowski, Jerzy (2020). 《Historia Białorusi. Od czasów najdawniejszych do roku 1991》 [벨라루스 역사. 고대부터 1991년까지] (폴란드어). Warsaw: WUW.
- Trimonienė, Rita (2006). 〈Polonizacja〉. 《Kultura Wielkiego Księstwa Litewskiego. Analizy i obrazy》. Kraków. 544–560쪽.
- Walasek, Stefania (2021). 《Szkolnictwo dla mniejszości narodowych w II Rzeczpospolitej na przykładzie kuratoriów okręgów szkolnych: lwowskiego i wileńskiego》 [제2차 폴란드 공화국 소수 민족을 위한 교육: 르비우 및 빌뉴스 학군 교육청 사례]. 《Przegląd Historyczno-Oświatowy》 64.